# Eugenia leonis
Eugenia leonis là một loài thực vật có hoa trong Họ Đào kim nương. Loài này được Borhidi & O.Muñiz mô tả khoa học đầu tiên năm 1973.